# Église Saint-Fraimbault de Saint-Fraimbault-de-Prières
L'église Saint-Fraimbault de Saint-Fraimbault-de-Prières est une église catholique située à Saint-Fraimbault-de-Prières, dans le département français de la Mayenne.

## Localisation
L'église est située dans le bourg de Saint-Fraimbault-de-Prières.

## Histoire
L'édifice a été construit avec des pierres tirées de la vallée de la Mayenne.
Elle est considérablement embellie et réparée à partir de 1893 avec l'arrivée du nouveau curé, l'abbé Mautaint : il consacre son talent artistique et une partie de son argent personnel pour sculpter les panneaux de bois de la chaire, les confessionnaux et les stalles du chœur, et décorer la table de communion, l'autel et une croix.

## Architecture et extérieurs
À l'extérieur de l'église est dressée la pierre tombale de l'abbé Sébastien Duclos, curé de la paroisse, découverte en 1863. Bachelier de théologie de l'université d'Angers et docteur en médecine, il est considéré comme ayant été un homme charitable envers les pauvres.

## Intérieur
Les panneaux de la chaire représentent des épisodes de la vie de saint Fraimbault.

### Retable
Le retable en bois du maître-autel a été réalisé en 1759 par Jean Moulin, un menuisier parisien du faubourg Saint-Antoine. Le panneau central, dont l'œuvre originale a disparu, a été remplacée par une descente de croix inspirée de celle de Rubens. Peinte par l'artiste mayennais Gourdier, elle a été offerte par le comte d'Héliand.
Les niches latérales représentent saint Fraimbault (à gauche) et saint Michel (à droite). Ces deux statues, ainsi que celles de saint Jean-Baptiste et saint Sébastien présentes dans l'édifice, datent du XVIe siècle et sont classées à titre d'objets aux Monuments historiques.